# 第二大阪警察病院

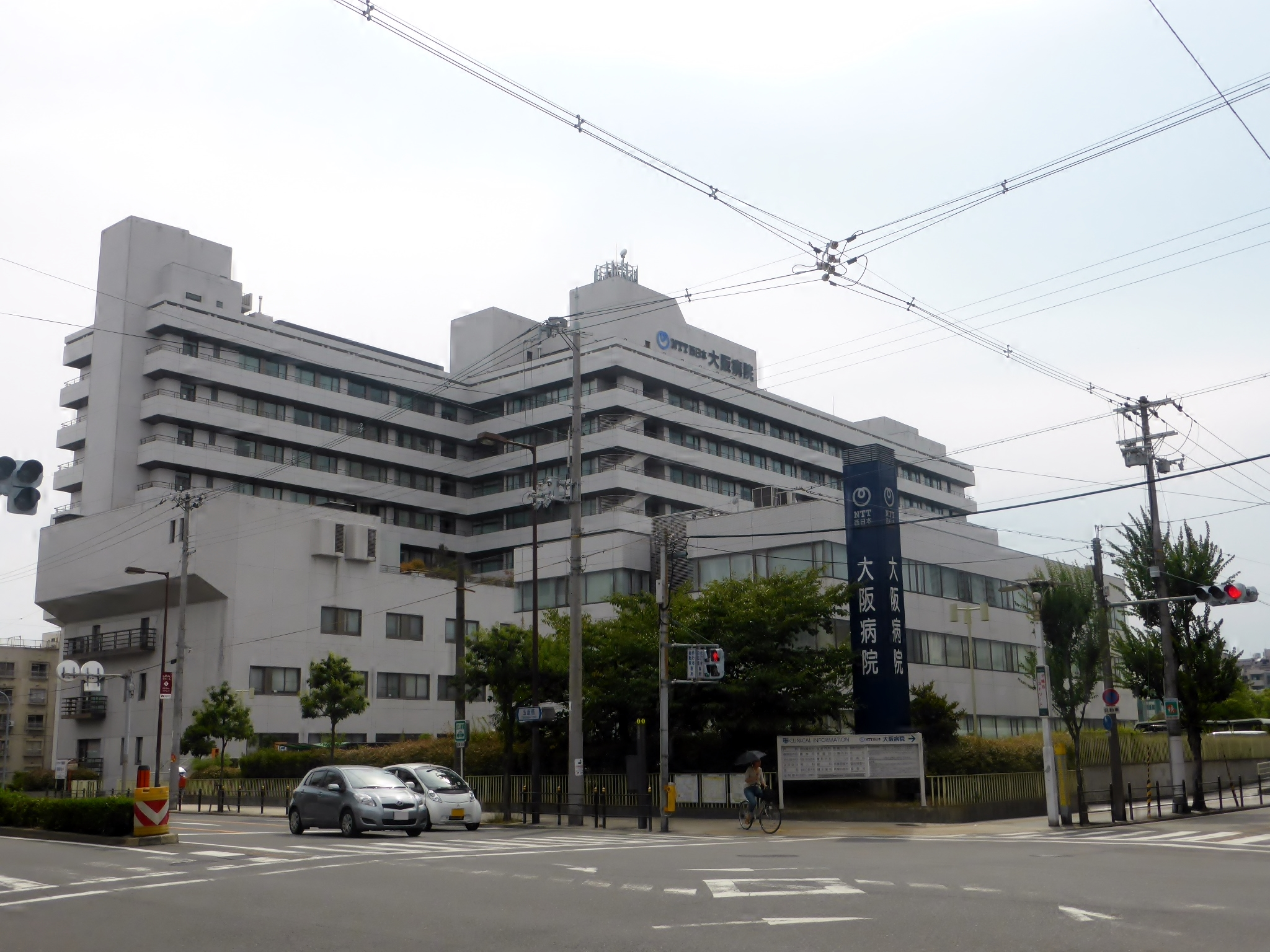
NTT西日本大阪病院時代

第二大阪けいさつ病院（だいにおおさかけいさつびょういん）は、大阪府大阪市天王寺区にあった、社会医療法人大阪国際メディカル&サイエンスセンター（かつての社会医療法人警和会）が運営していた警察病院である。
2019年（平成31年）3月まではNTT西日本が運営するNTT西日本大阪病院（エヌティーティーにしにっぽんおおさかびょういん）であったが、2019年（平成31年）4月1日に大阪警察病院を運営する医療法人警和会に譲渡され、第二大阪警察病院となった。
2024年（令和6年）12月31日に閉院。大阪市天王寺区北山町にあった大阪けいさつ病院（2024年6月30日までは大阪警察病院）と統合され、2025年1月1日に新たな「大阪けいさつ病院」が、第二大阪けいさつ病院の建物北隣に開院した。第二大阪けいさつ病院の建物は解体され、跡地には第2期工事として、大阪けいさつ病院のエントランス棟、立体駐車場が建設される。

## 沿革
- 1942年（昭和17年）2月10日 - 「大阪逓信病院」が開設される。
- 1952年（昭和27年）8月1日 - 日本電信電話公社の所轄となる。
- 1985年（昭和60年）4月1日 - 日本電信電話公社が日本電信電話株式会社（NTT）に移行。「NTT大阪病院」と改称。
- 1999年（平成11年）7月1日 - NTTの再編により「NTT西日本大阪病院」と改称。
- 2019年（平成31年）4月1日 - 事業譲渡により、医療法人警和会 「第二大阪警察病院」となる。
- 2024年（令和6年）7月1日 - 法人が社会医療法人大阪国際メディカル&サイエンスセンターに改称。病院名も「第二大阪けいさつ病院」となる。
- 2024年（令和6年）12月31日 - 閉院。翌日の2025年（令和7年）1月1日に「大阪けいさつ病院」に統合。

## 指定医療
- 保険医療機関
- 労災保険指定医療機関
- 結核指定医療機関
- 生活保護法指定医療機関
- 指定自立支援医療機関（更生医療・育成医療・精神通院医療）
- 原子爆弾被害者一般疾病医療取扱医療機関
- 身体障害者福祉法指定医の配置されている医療機関
- 母体保護法指定医の配置されている医療機関
- 精神保健指定医の配置されている医療機関
- 大阪府指定二次救急医療機関
- 公害医療機関
- 臨床研修指定病院
- DPC対象病院

## 診療科一覧
- 内科
- 消化器内科
- 膠原病
- リウマチ科
- 腎臓内科
- 循環器内科
- 血液内科
- 精神・神経科
- 外科
- 消化器外科
- 整形外科
- 眼科
- 歯科・口腔外科
- 皮膚科
- 麻酔科
- 放射線科
- 臨床検査科
- 放射線治療科
- 病理診断科

## 受付時間
診察時間は各科によって異なる。
- 平日：8:00〜11:00、12:30〜14:00

## 交通アクセス
- JR大阪環状線「桃谷駅」下車。
- 近鉄バス「第二大阪警察病院前」バス停下車、大阪上本町駅から100円バスに乗車。
- 大阪シティバス「桃谷駅前」バス停下車。